# Svartvit vari
Svartvit vari (Varecia variegata) är ett däggdjur i familjen lemurer som förekommer på Madagaskar.

## Utseende
Med en kroppslängd (huvud och bål) av 50 till 55 cm, en svanslängd av 60 till 65 cm och en vikt mellan 3,0 och 4,5 kg är den svartvita varin tillsammans med den röda varin den största medlemmen i familjen lemurer. Pälsen är typisk tvådelad i svarta och vita ställen. Andelen av svart och vit varierar mellan olika populationer och individer. Undantaget är den yviga svansen, händer och fötter, extremiteternas insida och största delen av huvudet, som alltid är svarta.

## Utbredning, habitat och underarter
Svartvit vari förekommer i östra Madagaskar i flera från varandra skilda populationer. Den vistas i regnskogen från låglandet till 1 350 meter över havet.
Vanligen skiljs mellan tre underarter.
- V. v. editorum lever i sydöstra Madagaskar fram till skyddsområdet (Special Reserve) Manombo.
- V. v. subcincta är den nordligaste underarten som hittas mellan floderna Antainambalana och Anova. Den infördes av människan på ön Nosy Mangabe.
- V. v. variegata förekommer från floden Anova söderut till Zahamena nationalparken eller kanske ännu längre.

## Ekologi
Individerna är oftast aktiva tidigt på morgonen och sent på eftermiddagen. De bildar grupper men flockens och revirets storlek varierar eller är inte helt utredd. Svartvit vari har höga läten för att varna gruppmedlemmarna eller för att försvara sitt revir.
Födan utgörs enligt vissa studier nästan uteslutande av frukter. Andra undersökningar nämner även frön, blad och nektar som föda.
Parningen sker vanligen i maj eller juni och ungarna föds i september eller oktober. Före födelsen bygger honan ett bo av blad som ligger 10 till 20 meter över marken. Per kull föds vanligen två (ibland tre) ungar. Efter några dagar letar honan efter föda och lämnar ungarna i boet. Senare rider ungarna på honans rygg. Efter tre till fyra månader är ungarna full utvecklade men bara 35 procent blir så gamla.

## Status
Jakttrycket på arten är stort då individerna är lätt synliga. Dessutom hotas svartvit vari av habitatförstörelse genom svedjebruk, gruvdrift och skogsavverkningar. IUCN uppskattar att beståndet minskade med 80 procent under de senaste 27 åren (tre generationer) och listar svartvit vari som akut hotad (CR).